# Embletonia
Embletonia Alder & Hancock, 1851 è un genere di molluschi nudibranchi, unico genere della famiglia Embletoniidae Pruvot-Fol, 1954.

## Tassonomia
Il genere comprende le seguenti specie:
- Embletonia gracilis Risbec, 1928
- Embletonia pulchra  (Alder & Hancock, 1844) - specie tipo

### Sinonimi
- Embletonia evelinae Er. Marcus, 1957 = Miesea evelinae (Er. Marcus, 1957)
- Embletonia faurei Labbé, 1923 = Embletonia pulchra (Alder & Hancock, 1844)
- Embletonia funerea A. Costa, 1867 = Ercolania viridis (A. Costa, 1866)
- Embletonia grayi Kent, 1869 = Tenellia adspersa (Nordmann, 1845)
- Embletonia mariae Meyer & Möbius, 1865 = Calliopaea bellula d'Orbigny, 1837
- Embletonia nigrovittata A. Costa, 1866 = Ercolania viridis (A. Costa, 1866)
- Embletonia pallida Alder & Hancock, 1854 = Tenellia adspersa (Nordmann, 1845)
- Embletonia paucipapillata Baba, 1967 = Embletonia gracilis Risbec, 1928
- Embletonia viridis A. Costa, 1866 = Ercolania viridis (A. Costa, 1866)